# Samuel Bellamy
Samuel Bellamy, også kendt under navnet "Black Sam" Bellamy (ca. 1689 – 1717), var en engelsk pirat, som opererede i Caribien i begyndelsen af 1700-tallet.
Vraget af hans flagskib, Whydah Galley, blev fundet i 1984 ud for Cape Cod.
Da det sank i 1717, fandt man om bord den største fangst som nogensinde er blevet kapret af pirater, idet skibet indeholdt både indigo, guld og sølv.
Tidligt i karrieren sejlede Bellamy sammen med andre kendte pirater, som f.eks. Benjamin Hornigold og Edward Teach.